# Чудін Віталій Іванович
Віталій Іванович Чудін (нар. 27 листопада 1929, місто Бійськ, тепер Алтайського краю, Російська Федерація) — радянський державний діяч, міністр будівельного, дорожнього і комунального машинобудування СРСР. Член Центральної Ревізійної комісії КПРС у 1981—1986 роках. Депутат Верховної ради Киргизької РСР 5—9-го скликань. Депутат Верховної Ради СРСР 11-го скликання.

## Життєпис
Народився в родині робітника. 
У 1952 році закінчив Алтайський інститут сільськогосподарського машинобудування, інженер-механік.
У 1952—1967 роках працював на машинобудівному заводі п/с № 8843 у місті Фрунзе Киргизької РСР: технолог цеху (1952—1953), старший майстер (1953—1954), заступник начальника цеху (1954—1957), заступник головного металурга (1957—1959), начальник цеху (1959—1961), секретар партійного комітету (1961—1962), директор (1962—1967).
Член КПРС з 1954 року.
У 1967 — 1 грудня 1976 року — заступник голови Ради міністрів Киргизької РСР.
У 1976 — 19 грудня 1980 року — заступник міністра будівельного, дорожнього і комунального машинобудування СРСР.
19 грудня 1980 — 2 серпня 1985 року — міністр будівельного, дорожнього і комунального машинобудування СРСР.
З серпня 1985 року — персональний пенсіонер союзного значення в Москві.

## Нагороди і звання
- орден Жовтневої Революції
- орден Трудового Червоного Прапора
- орден «Знак Пошани»
- медаль «За трудову доблесть»
- медалі